# Gascueña
Gascueña település Spanyolországban, Cuenca tartományban.  Lakosainak száma 130 fő (2024).

## Népesség
A település népessége az utóbbi években az alábbiak szerint változott:
| Lakosok száma | 171  | 151  | 164  | 191  | 213  | 175  | 177  | 153  | 148  | 130  |
|               | 2001 | 2004 | 2006 | 2009 | 2011 | 2014 | 2016 | 2019 | 2021 | 2024 |